# Liste der Flughäfen in Guinea-Bissau
Die Liste der Flughäfen in Guinea-Bissau zeigt die zivilen Flughäfen des westafrikanischen Staates Guinea-Bissau, nach Orten aufgelistet.
| Ort          | ICAO-Code | IATA-Code | Name des Flughafens                    |
| ------------ | --------- | --------- | -------------------------------------- |
| Bissau       | GGOV      | OXB       | Flughafen Osvaldo Vieira International |
| Bambadinca   | GGBB      |           | Flugplatz Bambadinca                   |
| Bedanda      | GGBE      |           | Flugplatz Bedanda                      |
| Bafatá       | GGBF      |           | Flugplatz Bafatá                       |
| Bissorã      | GGBI      |           | Flugplatz Bissora                      |
| Bolama       | GGBO      |           | Flugplatz Bolama                       |
| Bubaque      | GGBU      | BQE       | Flughafen Bubaque                      |
| Cacine       | GGCC      |           | Flugplatz Cacine                       |
| Cufar        | GGCF      |           | Flugplatz Cufar                        |
| Canchungo    | GGCG      |           | Flugplatz Canchungo                    |
| Catió        | GGCT      |           | Flugplatz Catió                        |
| Caravela     | GGCV      |           | Flugplatz Caravela                     |
| Empada       | GGEP      |           | Flugplatz Empada                       |
| Formosa      | GGFO      |           | Flugplatz Formosa                      |
| Farim        | GGFR      |           | Flugplatz Farim                        |
| Fulacunda    | GGFU      |           | Flugplatz Fulacunda                    |
| Galinhas     | GGGA      |           | Flugplatz Galinhas                     |
| Gabú         | GGGB      |           | Flugplatz Gabú                         |
| Mansôa       | GGMS      |           | Flugplatz Mansôa                       |
| Pecixe       | GGPC      |           | Flugplatz Pecixe                       |
| Pirada       | GGPR      |           | Flugplatz Pirada                       |
| Quebo        | GG64      |           | Flugplatz Quebo                        |
| São Domingos | GGSD      |           | Flugplatz São Domingos                 |
| Tité         | GGTT      |           | Flugplatz Tité                         |
| Uno          | GGUN      |           | Flugplatz Uno                          |
| Varela       | GGVR      |           | Flugplatz Varela                       |